# Kosovaren

Verteilung der Ethnien im Kosovo

Die Bezeichnung Kosovaren wird in sehr uneinheitlicher Begrifflichkeit verwendet – zum einen die Staatszugehörigkeit zum Kosovo (unabhängig der ethnischen Zugehörigkeit); zu anderen nur die (ethnischen) Albaner im Kosovo.
- Nach einer umstrittenen Definition umfasst der Begriff alle Bewohner des Kosovos, unabhängig von deren jeweiligen ethnischen Zugehörigkeit, und soll damit eine geographische Bezeichnung darstellen.[1] Kosovar ist die angegebene Staatsangehörigkeit in den Pässen der Republik Kosovo. Wenn also serbische Kosovaren genannt werden, sind damit im Kosovo lebende (ethnische) Serben gemeint.[2]
- Eine andere umstrittene Definition verwendet Kosovaren als Bezeichnung nur für die „Kosovo-Albaner“ – also die (ethnischen) Albaner im Kosovo.

Ein Kritikpunkt gegenüber der vorwiegend in westlichen Medien verwendeten Bezeichnung „Kosovaren“ zielt darauf ab, dass die Bevölkerung im Kosovo weiterhin häufig (ethnische) Selbstbezeichnungen wie Albaner, Serbe, Roma, Türke und ähnliches bevorzugt.

## Wortbildung
Das Wort „Kosovar“ ist gebildet aus dem slawischen Toponym Kosov- und dem im Albanischen sehr produktiven Suffix -ar, das stets Personen bezeichnet.

## Begriffsgeschichte
Zum ersten Mal tauchte der Begriff Anfang der 1920er Jahre auf. Zu jener Zeit hielten sich zehntausende Flüchtlinge aus dem Kosovo in Albanien auf. Ihre politischen Führer bildeten im Parlament eine eigene Gruppe – die Kosovaren. Je länger die Aufspaltung des albanischen Siedlungsgebiets anhielt, desto mehr bürgerte sich die Bezeichnung Kosovar im albanischen Sprachgebrauch ein.
Als Selbstbezeichnung findet sich der Begriff erstmals 1942 im Untertitel einer von den Partisanen herausgegebenen Wochenzeitung. Als solche war und ist Kosovar unter den Kosovo-Albanern aber umstritten. Nachdem die Änderung der jugoslawischen Verfassung von 1974 die Autonomierechte der serbischen Provinz Kosovo innerhalb der jugoslawischen Republik Serbien und damit innerhalb der jugoslawischen Bundesrepublik faktisch – bis auf das Sezessionsrecht – auf das Niveau einer jugoslawischen Republik erhoben hatte, wurde unter den albanischen Intellektuellen verstärkt über die ethnische Identität der eigenen Volksgruppe debattiert. Die einen meinten, durch die jahrzehntelange Trennung von Albanien habe sich eine besondere kosovarische Identität herausgebildet und demnach könne man sich auch als Kosovar bezeichnen. Gleichzeitig sei dies eine Anerkennung der politischen Realität in Jugoslawien, nicht zuletzt käme aber auch der Anspruch zum Ausdruck, Titularnation der autonomen Provinz zu sein. Andere dagegen lehnten die Selbstbezeichnung Kosovar ab, weil dessen Benutzung die Spaltung der albanischen Nation vertiefen würde. Nicht zuletzt, weil der Begriff vor allem in Albanien etabliert wurde, sehen die Gegner darin ein Komplott der toskisch dominierten kommunistischen Regierung Enver Hoxhas, um auf diese Weise die Gegen zu entzweien.

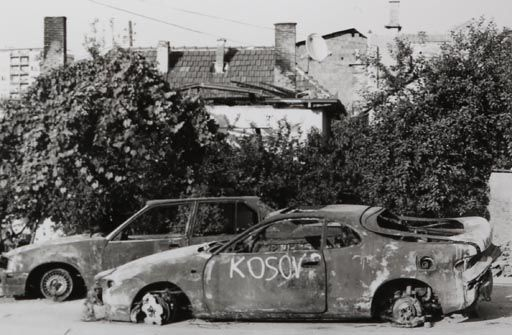
Fotoreportage von Andreas Bohnenstengel im Kosovo von 1999.

Mit der Verschärfung des serbisch-albanischen Konflikts zu Zeiten Slobodan Miloševićs kam der Begriff Kosovaren in die internationalen Medien. Dort wurde er oft als Synonym für „Kosovo-Albaner“ verwendet, so auch von westlichen Politikspitzen wie dem deutschen Außenminister Joschka Fischer oder dem französischen Präsidenten Jacques Chirac, der die fortdauernden NATO-Luftangriffe auf Jugoslawien 1999 mit einem „kaltblütig geplanten Genozid der Kosovaren“ durch Milošević rechtfertigte. Auch von Seiten deutscher KDOM-Beobachter, die im Kosovokonflikt zur Überwachung des Kosovo eingesetzt waren, wurde der Begriff Kosvaren ausdrücklich als „Synonym“ für „Kosovo-Albaner“ deklariert.
Einige Journalisten und auch die UN übertrugen die Bezeichnung auch auf die nichtalbanische Bevölkerung des Kosovos. Sowohl die Serben als auch die übrigen Minderheiten im Kosovo bezeichneten sich selbst jedoch nach Einschätzung des ehemaligen tschechoslowakischen Außenministers und UN-Balkanexperten für Menschenrechtsfragen, Jiří Dienstbier, zumindest vor der Unabhängigkeitserklärung 2008 nicht als Kosovaren. Gleichwohl wurde im westlichen Sprachgebrauch versucht, den Ausdruck „Kosovaren“ als Bezeichnung für „sämtliche Bewohner der Provinz Kosovo“ von den ethnisch differenzierenden Termini „Kosovo-Albaner“ und „Kosovo-Serben“ zu unterscheiden. Im Zusammenhang mit der international teilweise zögerlich und nach wie vor nur bedingt anerkannten Unabhängigkeitserklärung des Kosovo im Februar 2008 kam es in der deutschsprachigen Presse zu der Formulierung, dass allein die Sprachregelung mit der Zuschreibung der Bezeichnung „Kosovare“ im geografischen Sinne auf die gesamte Bevölkerung des Kosovo Anspruch auf Gültigkeit besitze. Der Duden gibt zu dem Begriff „Kosovare“ lediglich „Bewohner des Kosovo“ an, ohne zu klären, ob damit die Gesamtheit der Bewohner gemeint ist.
Gegenwärtig ist ungeklärt, wie die Staatsbürger des Kosovos in den beiden Amtssprachen genannt werden sollen.

## Wissenschaftliche Kontroverse

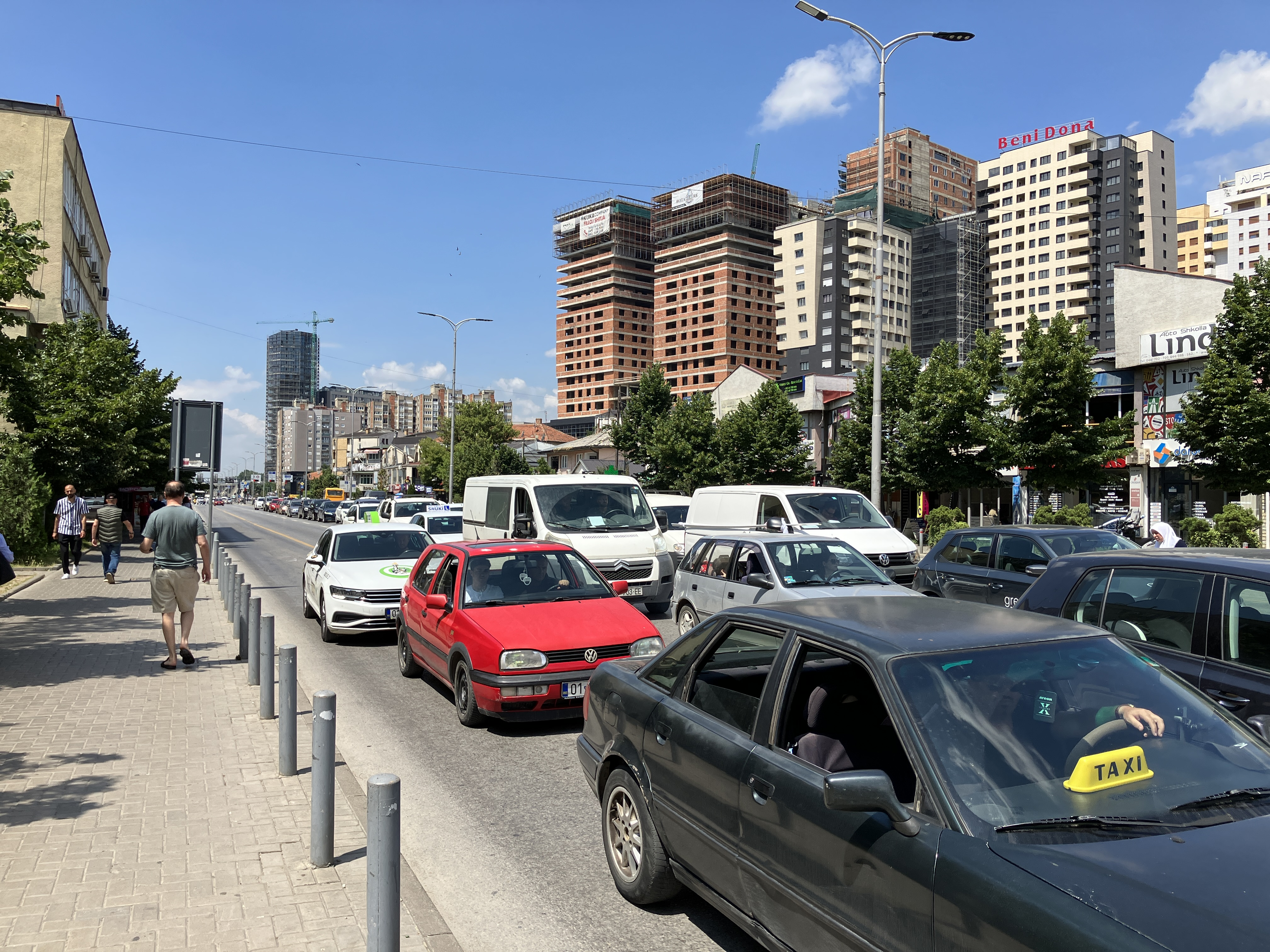
Straßenszene in Pristina, der Hauptstadt des Kosovo, Juni 2023.

Diana Johnstone sieht in ihrer Publikation aus dem Jahr 2000 die Verwendung des Begriffes „Kosovar“ (in der englischen Form: „Kosovar“, albanisch: „Kosovar“) von offizieller westlicher Seite (OSZE-KVM-Berichte) im Licht einer politischen Parteinahme der „Internationalen Gemeinschaft“ für die kosovo-albanische Seite vor und während der NATO-Angriffe auf Jugoslawien 1999. Ihrer Ansicht nach intendiert der Begriff „Kosovar“ deutlich die Vermittlung des Eindrucks, dass der Kosovo immer ausschließlich zu seiner Bevölkerung albanischer Ethnie gehört hat und es sich bei den Serben um „Invasoren“ handelt. Von kosovo-albanischer Seite sei der Begriff „Kosovar“ in der offensichtlichen Absicht angenommen worden, sich selbst, jedoch keine andere Ethnie, mit der Provinz Kosovo zu identifizieren. In ähnlich parteilicher Weise habe die OSZE-KVM in ihrer Berichterstattung auch für die Roma, die von Kosovo-Albanern der Komplizenschaft mit den Serben bezichtigt und feindlich behandelt wurden, den sowohl im Englischen als auch bei den Kosovo-Albanern abschätzig konnotierten Begriff „Zigeuner“ (in der englischen Form „Gypsies“, albanisch: „Maxhupet“) verwendet. Um der begrifflichen Verwirrung und der Verkennung der Begebenheiten zu begegnen, schlug Johnstone anstelle der umständlichen Formulierung „Kosovo-Albaner“ die Verwendung der albanischen Selbstbezeichnung „Shqiptar“ vor, was im Deutschen eine eher gewählte Bezeichnung vor allem im Touristikbereich ist, die nicht negativ konnotiert sei und im Gegensatz zu dem Begriff „Albaner“ (im Englischen: Albanian) nicht die nationale Zugehörigkeit zu Albanien impliziere, aber die große Zahl an Menschen albanischer Ethnie im Kosovo einschließe, die nicht aus dem Kosovo, sondern aus Albanien stammen. Sie bemängelt, dass von kosovo-albanischer Seite in dieser Situation beschlossen worden sei, dass der Begriff „Shqiptar“ von außen nicht verwendet werden solle und dass diesem Folge geleistet werde.
Der Verwendung des nach Angabe Johnstones „honorigen“ Begriffes „Shqiptar“ kann jedoch entgegengehalten werden, dass „Schiptari“ (šiptari) eine pejorative serbokroatische Bezeichnung für Albaner ist.
Auf die widersprüchliche Verwendung des Begriffes „Kosovaren“ wurde in der Literatur mehrfach hingewiesen. Noam Chomsky kommt in diesem Zusammenhang zu dem Schluss, dass alle Begriffe irreführenden Nebenbedeutungen beinhalten. Er weist darauf hin, dass der Begriff „Kosovaren“ oft im Sinne von „kosovarische Albaner“ verwendet wird und bevorzugt für diese Verwendung die Bezeichnung „Kosovo-Albaner“.